# ويليام أرياس
ويليام أرياس (بالإسبانية: Willian Arias) (27 أغسطس 1990 ببوغوتا في كولومبيا - ) هو لاعب كرة قدم كولومبي في مركز حراسة المرمى. لعب مع Club Deportivo Universidad Cruceña ‏.

## وصلات خارجية
- ويليام أرياس على موقع قاعدة بيانات كرة القدم.إي يو (الإنجليزية)
- ويليام أرياس على موقع Soccerway.com (الإنجليزية)
- ويليام أرياس على موقع عالم كرة القدم.نت (الإنجليزية)
- ويليام أرياس على موقع AS.com (الإسبانية)